# Albergue de Provenza
Albergue de Provenza (en maltés: Berġa ta' Provenza) es un albergue en La Valeta, la capital de Malta. Fue construido en el siglo XVI para albergar a los caballeros de la Orden de San Juan de la lengua provenzal. Ahora alberga el Museo Nacional de Arqueología.

## El primer albergue
El Albergue de Provenza comenzó a construirse entre 1571 y 1574 bajo la dirección del arquitecto maltés Girolamo Cassar. Antes de su construcción, la Lengua de Provenza se había alojado en el Albergue de Auvernia y Provenza en Birgu.
El primer auberge se construyó en un estilo italiano, con el edificio rodeando tres lados de un patio y un jardín, y con un loggiato abierto (galería exterior cubierta) y passegiatoia (balcón abierto) alrededor del patio que conecta todas las alas del edificio. Los salones ceremoniales y las salas comunes daban a Strada San Giorgio (actual calle Republic), mientras que las habitaciones de los nuevos Caballeros daban a Strada Pia (actual calle Melita). El ala que daba a Strada Carri (actual calle Cart) albergaba las dependencias del alguacil que estaba a cargo de Langue. El edificio estaba equipado con cocina, horno, matadero y establos. En 1584, Langue decidió construir un primer piso sobre el albergue existente.

## Las alteraciones de los siglosXVIIyXVIII
En la década de 1630, Lengua de Provenza había decidido reconstruir el albergue y se estaban realizando obras para demoler partes del edificio. La antigua fachada daría paso a una nueva que incluía espacios para escaparates, como era costumbre en el periodo barroco. La creación de nuevos espacios comerciales coincidió con un período en el que la Orden se esforzaba por comercializar espacios públicos y generar fuentes de ingresos.
Durante este tiempo, el jardín del albergue se redujo con la venta a terceros de las dos parcelas de la calle Strait. El arquitecto del proyecto y del diseño de la nueva fachada fue el capitán Antonio Garsin. El diseño de la nueva fachada fue un claro exponente del estilo clásico francés. La creación de escaparates a pie de calle también cambió la dinámica de uso del edificio. Las áreas comunes y los pasillos utilizados por los Caballeros ahora se trasladaron al primer y segundo piso del edificio. Fue también durante este período que el Gran Salón tomó forma.
En 1788, en el contexto de la agitación financiera causada por la Revolución Francesa, Langue tuvo que vender el tramo de jardín superviviente accesible desde la calle Strait para generar algunos ingresos. El arquitecto elegido para acometer este proyecto fue Stefano Ittar. Con la llegada de los franceses en 1798, la función del edificio como Auberge llegó a su fin. El edificio fue convertido por los ocupantes franceses en apartamentos para los oficiales del “reggimento dei cacciatori” y sus familias.

## Las alteraciones del Union Club
Durante el período británico temprano, el antiguo albergue fue dividido en múltiples propiedades y subarrendado por el gobierno colonial para diversos fines. El primer uso del edificio fue como cuartel militar, como departamento de la Comisión Militar. También fue sede del Thorn's Hotel. Las nuevas divisiones introdujeron usos residenciales y comerciales, incluida una casa de subastas, varias tiendas y un club social. La frecuencia de las alteraciones estructurales del edificio aumentó constantemente a lo largo del siglo XIX, aunque tendieron a ser de menor escala y de naturaleza más contenida.
Una de las primeras intervenciones durante este período fue realizada por el arquitecto maltés Michele Cachia en 1800, quien fue llamado para realizar algunos trabajos de restauración. En 1826, partes del albergue se alquilaron a la guarnición y a los oficiales marítimos para que sirvieran como club social donde celebrar bailes y eventos. Esto llegó a ser conocido como el Club Unión de Malta. Entre sus miembros, el Union Club contó con personalidades como el escritor Sir Walter Scott, el primer ministro británico Benjamin Disraeli y también el príncipe George de Gales (luego Jorge V).
El edificio fue incluido en la Lista de Sitios de Históricos de 1925 junto con los otros albergues de La Valeta. Durante la Segunda Guerra Mundial, los edificios ubicados cerca del albergue fueron destruidos por bombardeos aéreos, pero el albergue en sí no fue alcanzado y solo sufrió daños menores. Dado que el Albergue de Auvernia y el Albergue de Francia fueron destruidos durante la guerra, el Albergue de Provenza es el único albergue francés que sobrevive en La Valeta.
El 12 de agosto de 1955, se rescindió el contrato de arrendamiento del Malta Union Club. En 1958 se inauguró el albergue como Museo Nacional, albergando la Colección Arqueológica en la planta baja y Bellas Artes en el primer piso. En 1974, la colección de Bellas Artes se transfirió a Admiral House y el albergue se convirtió en el Museo Nacional de Arqueología. El albergue está incluido en el Inventario Nacional de Bienes Culturales de las Islas Maltesas.

## El Gran Salón
No está claro cuándo se decoró el Gran Salón. La evidencia documental ha indicado que el sitio ya estaba muy pintado durante el período de los Caballeros. El esquema pictórico actual es una adición posterior y está decorado en estilo floral pompeyano. Este esquema de pintura actual probablemente data del Período Británico.
Las investigaciones han establecido que el artista utilizó dos pigmentos muy particulares, el verde esmeralda y el amarillo cromo, tanto en la zona inferior como en la central. Estos pigmentos ayudan a fechar posiblemente el esquema decorativo existente. Se sabe que los dos colores se han utilizado desde 1814 y 1816 respectivamente. El amarillo de cromo solo se usó durante aproximadamente 90 años debido a su toxicidad. Por lo tanto, es probable que las pinturas murales hayan sido ejecutadas durante el siglo XIX.
Los trabajos de conservación en curso también han revelado la firma y la fecha del artista que realizó la restauración después de la Segunda Guerra Mundial. El Sr. Francis Borg recibió el encargo de reparar los daños de la guerra, dos años después del final de la guerra en 1947. Su firma se puede encontrar en la pared este. La conservación del Gran Salón está patrocinada en parte por Bank of Valletta.

## Monedas conmemorativas
En 2013, el Banco Central de Malta emitió una nueva moneda numismática que representaba el Albergue de Provenza. El anverso de la moneda muestra el emblema de Malta con el año de emisión, 2013. El reverso muestra la fachada del Albergue de Provenza.

## Galería

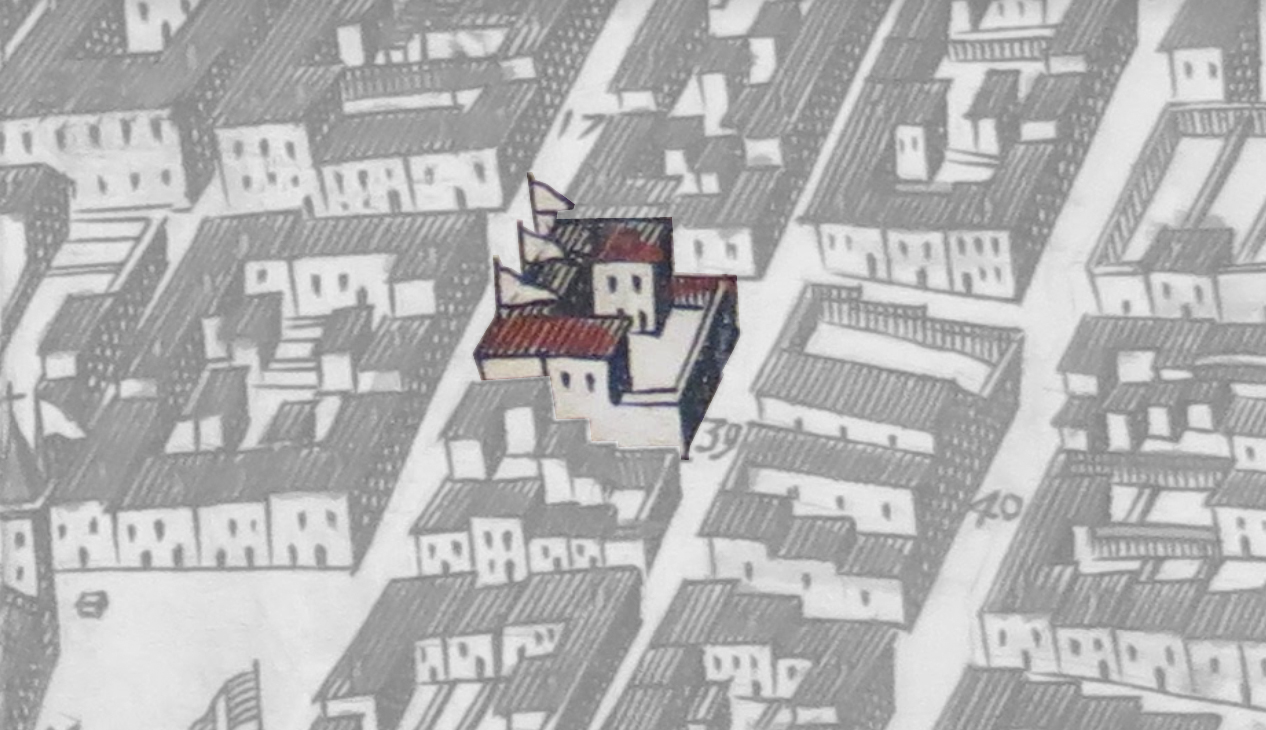
Detalle del Albergue de Provenza como se representa en el mapa del siglo XVII
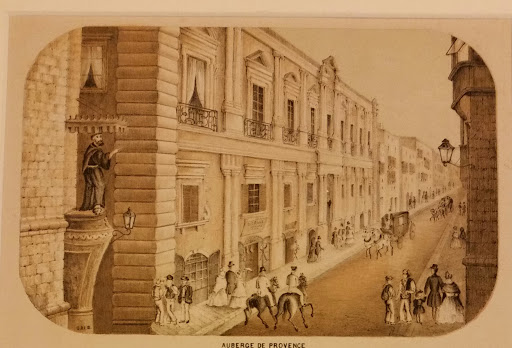
Versión de principios del siglo XIX de una litografía que representa el Albergue de Provenza
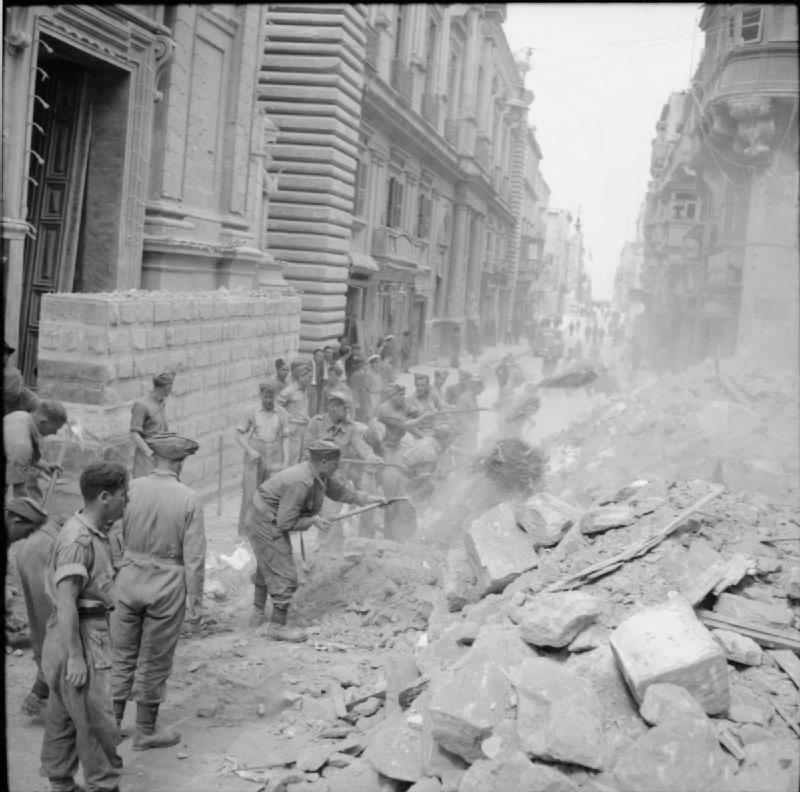
Durante la Segunda Guerra Mundial
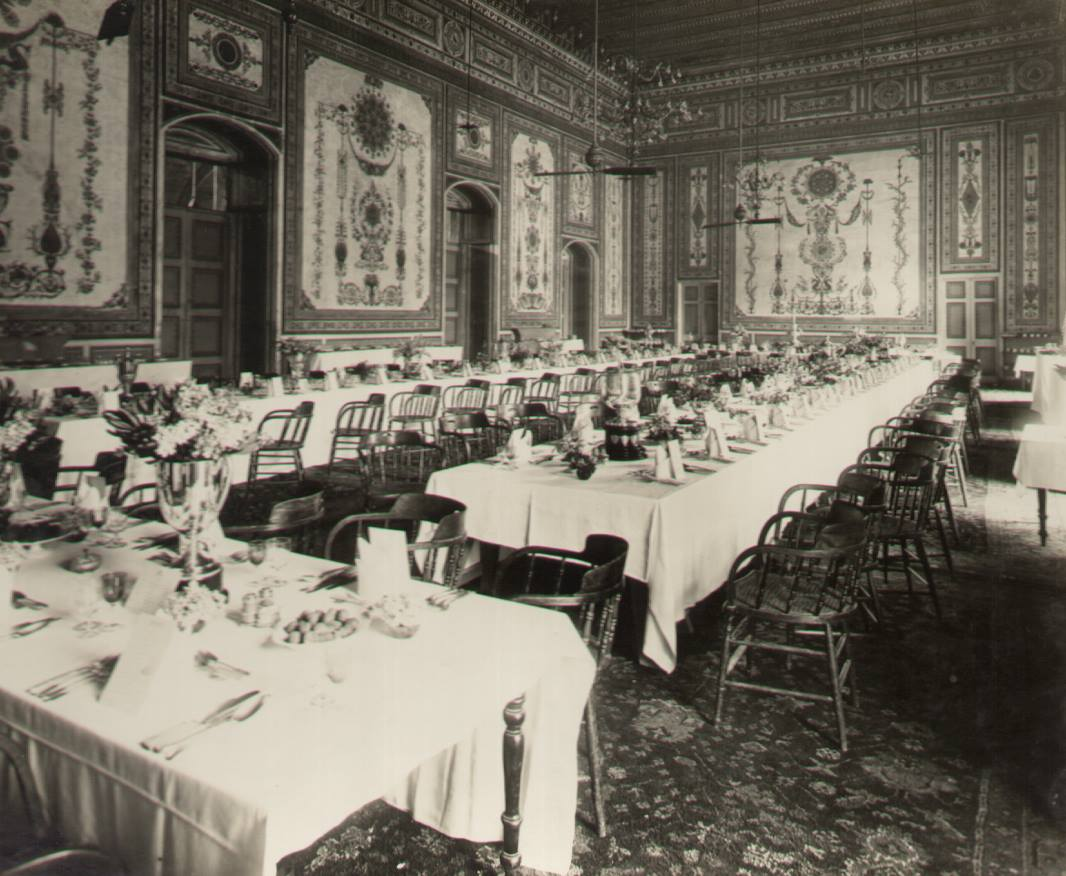
Imagen de archivo del Gran Salón